# Galit Hasan-Rokem
Galit Hasan-Rokem, född 29 augusti 1945 i Helsingfors, är en finskfödd israelisk folklorist, poet och översättare. Graham-Rokem har bland annat översatt Tomas Tranströmers poesi till hebreiska.